# Tlenek kobaltu(III) litu
Tlenek kobaltu(III) litu, LCO, LiCoO
2 – nieorganiczny związek chemiczny wykorzystywany jako materiał katodowy do baterii litowo-jonowych.

## Struktura
Struktura LiCoO
2 została opisana w 1958 r. Można ją opisać jako warstwową, zbudowaną z warstw kobaltu i tlenu, między którymi znajdują się jony litu. Struktura ta jest często nazywana strukturą warstwową typu α-NaFeO
2 i należy do grupy przestrzennej R-3m. W strukturze krystalicznej LiCoO
2, jony Co3+
 i jony Li+
 są ułożone w warstwach, które są oddzielone przez warstwy tlenowe (O2−
). Jony Co3+
 znajdują się w oktaedrycznych koordynacjach, co oznacza, że każdy jon kobaltu jest otoczony sześcioma jonami tlenu, tworząc oktaedr. Podobnie, jony Li+
 również zajmują oktaedryczne miejsca pomiędzy warstwami tlenowymi.

## Synteza
Synteza LCO może być przeprowadzona za pomocą różnych metod, z których najważniejsze to metoda współstrońceniowa i metoda sol-gel.

### Metoda współstrońceniowa
Metoda współstrońceniowa, polega na rozpuszczeniu soli kobaltu i litu w odpowiednich rozpuszczalnikach, a następnie ich wspólnym strącaniu za pomocą zasady (np. wodorotlenku sodu). Powstały osad jest następnie suszony i kalcynowany w wysokiej temperaturze, co prowadzi do powstania LCO. Metoda ta pozwala na lepszą kontrolę nad homogenicznością i rozmiarem cząstek produktu końcowego.

### Metoda zol-żel
Metoda zol-żel polega na tworzeniu żelu z prekursorów metali, który po wysuszeniu i kalcynacji przekształca się w proszek LCO. W tej metodzie stosuje się związki organiczne, które tworzą kompleksy z jonami kobaltu i litu, a następnie są usuwane w procesie termicznym. Ta metoda umożliwia uzyskanie materiałów o bardzo drobnej i jednorodnej strukturze, co jest korzystne dla właściwości elektrochemicznych baterii litowo-jonowych.

## Zastosowanie w bateriach litowo-jonowych
LiCoO
2 został po raz pierwszy odkryty jako interkalacyjny materiał katodowy dla akumulatorów litowo-jonowych w 1980 roku przez prof. Johna B. Goodenough’a.
Baterie litowo-jonowe zostały po raz pierwszy skomercjalizowane przez SONY w 1991 roku, z LiCoO
2 jako katoda. W porównaniu do wszystkich innych materiałów katodowych, LiCoO
2 posiada pożądane w magazynowaniu energii zalety takie jak: wysoka przewodność Li+
/elektronów, wysoka gęstość upakowania materiału oraz doskonała żywotność i niezawodność. W rezultacie LCO jest nadal dominującym materiałem katodowym na rynku przenośnej elektroniki, nawet po prawie dziesięcioleciach od narodzin baterii litowo jonowych opartych na LiCoO
2. Co więcej, LCO wykazuje również duży potencjał w zakresie dalszej wysokiej gęstości energii poprzez zwiększenie górnego napięcia odcięcia podczas ładowania.

## Kontrowersje
Kobalt jest kluczowym surowcem wykorzystywanym w produkcji LCO. Jednakże wydobycie kobaltu, szczególnie w Demokratycznej Republice Konga (DRK), gdzie znajduje się ponad 60% światowych zasobów tego minerału, wiąże się z wieloma kontrowersjami.
Wydobycie kobaltu w DRK odbywa się głównie w dwóch prowincjach: Haut-Katanga i Lualaba. Praca w kopalniach, zarówno formalnych, jak i nieformalnych (artysanalnych), jest często niebezpieczna. W kopalniach artystanalnych, zarówno dzieci, jak i dorośli pracują w warunkach zagrażających życiu, używając prostych narzędzi i bez odpowiedniego wyposażenia ochronnego. Wypadki są częste, a wynagrodzenie za taką pracę wynosi często mniej niż 2 dolary dziennie.
Kopalnie kobaltu powodują również zniszczenia środowiskowe i społecznościowe. Na przykład w mieście Kolwezi, tysiące ludzi zostało przymusowo wysiedlonych z powodu rozszerzenia ogromnej kopalni odkrywkowej kobaltu i miedzi, prowadzonej przez Compagnie Minière de Musonoie Global SAS (COMMUS). Wysiedleni mieszkańcy często otrzymywali niewystarczające odszkodowania, które nie pozwalały im na zakup równoważnych domów, co prowadziło do drastycznego obniżenia standardu ich życia.
W odpowiedzi na te problemy, międzynarodowe firmy, takie jak Apple, starają się zmniejszyć swoją zależność od nowo wydobywanych minerałów i wspierają inicjatywy mające na celu poprawę warunków pracy i życia lokalnych społeczności w DRK. Nowe przepisy górnicze wprowadzone w 2018 roku mają na celu zwiększenie odpowiedzialności korporacyjnej i zapewnienie, że zyski z wydobycia będą dzielone z lokalnymi społecznościami, ale skuteczność tych regulacji wciąż wymaga monitorowania i egzekwowania.